# Gerd Müller
Gerhard „Gerd“ Müller (3. listopadu 1945, Nördlingen – 15. srpna 2021,  Wolfratshausen) byl německý fotbalista a jeden z nejvýznamnějších střelců v historii fotbalu. Gerd Müller byl malý, zavalitý a nijak zvlášť nenaplňoval představu o fotbalové hvězdě. Jeho zrychlení však bylo ohromné. Na krátkou vzdálenost dokázal přesprintovat kohokoli na hřišti a navíc měl úžasný střelecký instinkt. Na malém prostoru dokázal být neuvěřitelně obratný a mrštný. Pelé ho roku 2004 zařadil mezi 125 nejlepších žijících fotbalistů. Zemřel 15. srpna 2021 ve věku 75 let na Alzheimerovu chorobu.

## Fotbalová kariéra

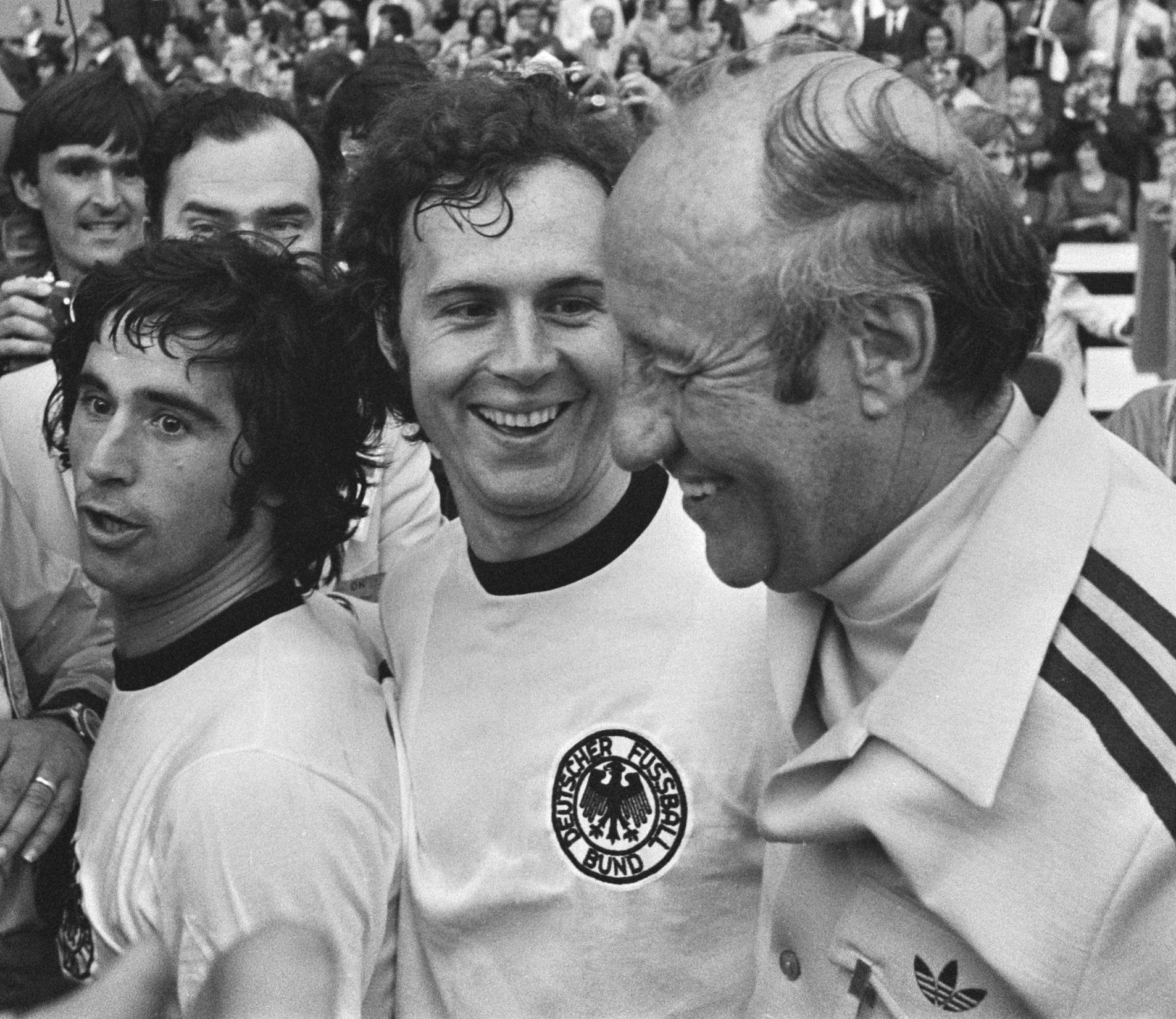
Gerd Müller, Franz Beckenbauer a trenér Helmut Schön po vítězství na mistrovství světa 1974

Během své kariéry nastřílel v 62 reprezentačních zápasech 68 gólů, což činí fantastický průměr 1,1 branky na zápas. Dále vsítil 365 gólů v 427 zápasech německé Bundesligy (1. místo mezi nejlepšími kanonýry v historii Bundesligy) a 66 gólů v 74 zápasech evropských pohárových soutěží.
V roce 1970 získal cenu Zlatý míč pro nejlepšího evropského fotbalistu roku, v letech 1967 a 1969 pak získal v Západním Německu ocenění Fotbalista roku. Za sezóny 1969/70 a 1971/72 získal cenu Zlatá kopačka pro nejlepšího střelce evropských ligových soutěží.
Reprezentoval západní Německo, v roce 1972 s jeho reprezentací vyhrál mistrovství Evropy a o dva roky později i mistrovství světa. Na klubové úrovni je s Bayernem Mnichov, v jehož dresu strávil 15 let, čtyřnásobným držitelem titulu v lize i poháru, třikrát triumfoval v evropské lize mistrů, jednou vyhrál Interkontinentální pohár a také Pohár vítězů pohárů.
V roce 1972 stanovil nový rekord v počtu vstřelených branek za kalendářní rok, vsítil jich celkem 85. Tento rekord překonal až argentinský fotbalista Lionel Messi 9. prosince 2012.